# Parafia Ewangelicko-Augsburska w Kętrzynie
Parafia Ewangelicko-Augsburska w Kętrzynie – luterańska parafia w Kętrzynie, należąca do diecezji mazurskiej Kościoła Ewangelicko-Augsburskiego w RP. Została utworzona w XVI wieku. Jej siedziba mieści się przy ulicy Zjazdowej.
Do parafii należą także zbory filialne w Barcianach, Bartoszycach, Brzeźnicy i Srokowie.

## Historia

### Okres od Reformacji do końca II wojny światowej
Od czasów Reformacji funkcję głównego miejskiego kościoła ewangelickiego pełnił kościół św. Jerzego, który stał się w 1525 siedzibą luterańskiej parafii. W istniejącym obok niego kościele św. Jana odbywały się polskojęzyczne nabożeństwa, stąd nazywany był on „kościołem polskim”.
W kościele polskim od 1546 działała Szkoła Wielka, która zajmowała się edukacją kandydatów na studia na Uniwersytecie Albrechta w Królewcu. Nad pomieszczeniem do sprawowania nabożeństw wybudowano wówczas sale lekcyjne i mieszkania dla nauczyciele, a w późniejszych latach dokonywano także kolejnych powiększeń budowli. Piętro to zostało zlikwidowane w 1817, kiedy to działające tam wówczas gimnazjum zostało przeniesione do nowo wybudowanego sąsiedniego budynku.
Na południowej stronie terytorium zabudowań parafialnych położona była działająca przy przytułku dla chorych ewangelicka kaplica św. Ducha, zlokalizowana w pobliżu murów miejskich. 
Od 1880 w pomieszczeniach kościoła polskiego zaprzestano organizowania nabożeństw i stał się on miejscem prowadzenia nauki konfirmacyjnej.
Kętrzyńska parafia ewangelicka w latach 20. XX wieku liczyła 18 000 wiernych, którzy zamieszkiwali miasto i okoliczne wsie. Prowadzona była również opieka duchowa nad wiernymi w szpitalu miejskim oraz domu opieki, działało także duszpasterstwo wojskowe i więzienne. Od początku swojego istnienia parafia zatrudniała przeważnie trzech duchownych, z których jeden posługiwał się językiem polskim.
W latach 30. XX wieku została wybudowana kolejna kaplica luterańska, zlokalizowana przy ul. Limanowskiego.
W początkach XX wieku stanowisko proboszcza parafii pełnili księża Heinrich Borowski (1898-1910), Gottfried Doliva (1911-1913), Gustaw Plath (1914-1930) oraz Wilhelm Gottlob Gemmel (1930-1945). Funkcję duchownych pomocniczych sprawowali księża tacy jak Willy Pensky (1919-1927), Hans Georg Borchert (1927-1934), Walter Vonthein (1934-1938) i Karl Sedlag (1938-1945).

### Lata po 1945
Po zakończeniu II wojny światowej wierni zostali pozbawieni świątyni, ponieważ kościół św. Jerzego wraz z plebanią został przejęty przez katolików. Nabożeństwa zostały wznowione w 13 października 1946 i odbywały się w prywatnych mieszkaniach parafian, a od 1947 ich prowadzenie przeniesiono do kościoła św. Jana, który formalnie nie był jednak już własnością parafii ewangelickiej. Zbór został otoczony opieką duszpasterską przez ks. Emila Dawida z parafii w Giżycku, który został jej administratorem. Konsystorz przydzielił mu do pomocy Karola Napierskiego. Nabożeństwa prowadzone były jednak w większości przez studentów teologii, jak Karol Napierski, Tadeusz Adamik, Tadeusz Bogucki, a także ks. Emila Kowalę. Napierski zajmował się zborem w Kętrzynie do sierpnia 1950.
W 1951 parafia liczyła 766 wiernych, w tym roku miało miejsce 26 chrztów, 5 ślubów, 19 pogrzebów, a 65 osób konfirmowano.
Następnie administrację nad zborem objął ks. Rudolf Mrowiec. Nie organizował on jednak nabożeństw w Kętrzynie oraz innych podległych mu jednostkach, dlatego od 1 marca 1952 administratorem parafii kętrzyńskiej został mianowany ks. Alfred Figaszewski, który przeprowadził się do miasta. Po kilku miesiącach opuścił jednak Kętrzyn i zamieszkał na Śląsku. W czerwcu 1952 kolejnym stałym duchownym został tu ks. Paweł Bakałarz. Kościół św. Jana okazał się za mały na potrzeby licznego zboru. Parafia pozbawiona była również plebanii, w związku z czym ksiądz zamieszkał w przydzielonym mu mieszkaniu, wyremontowanym uprzednio nakładem członków zboru.
Liczba członków parafii w 1956 wynosiła około 2000 osób. Dalej pozostawał pozbawiony sali parafialnej oraz plebanii, kancelaria działała w budynku mieszczącym mieszkanie duchownego. Zwracano także uwagę na nietolerancję, z jaką spotykali się należący do parafii Mazurzy.
Dzięki przekazaniu na rzecz parafii w czerwcu 1957 swojego dotychczasowego domu przez jedną z wyjeżdżających członkiń zboru, 7 czerwca 1957 nieruchomość ta stała się oficjalnie plebanią. 
Ksiądz Bakałarz uczestniczył również w spotkaniach gromadkarskich, co zostało odnotowane przez inwigilujące go władze państwowe. Stanowisko proboszcza pełnił do 31 marca 1978. Wówczas parafia zrzeszała około 400 wiernych. Jego następcą został ks. Rudolf Bażanowski, pełniący tę funkcję do czerwca 1997.
Dom przekazany w użytkowanie parafii przez jej dawną wierną służył jako plebania do 1980. Wówczas władze miejskie podjęły decyzję o budowie na jego miejscu wielorodzinnego budynku, w związku z czym dokonały sprzedaży na rzecz zboru będącej w stanie ruiny nieruchomości przy ul. Zjazdowej 15, gdzie urządzono nową plebanię.
W 1990 kościół ewangelicki stał się również miejscem sprawowania liturgii kościoła greckokatolickiego, dzięki udostępnieniu go przez luteran również do użytku parafii obrządku bizantyjsko-ukraińskiego, co trwało do czasu zbudowania dla niej własnej cerkwi.
W 1995 wikariuszem w Kętrzynie został ks. Paweł Hause, który od lipca 1997 objął stanowisko proboszcza parafii. Od 17 lutego 2018 pełni również funkcję biskupa diecezji mazurskiej.

### Filiały

#### Barciany

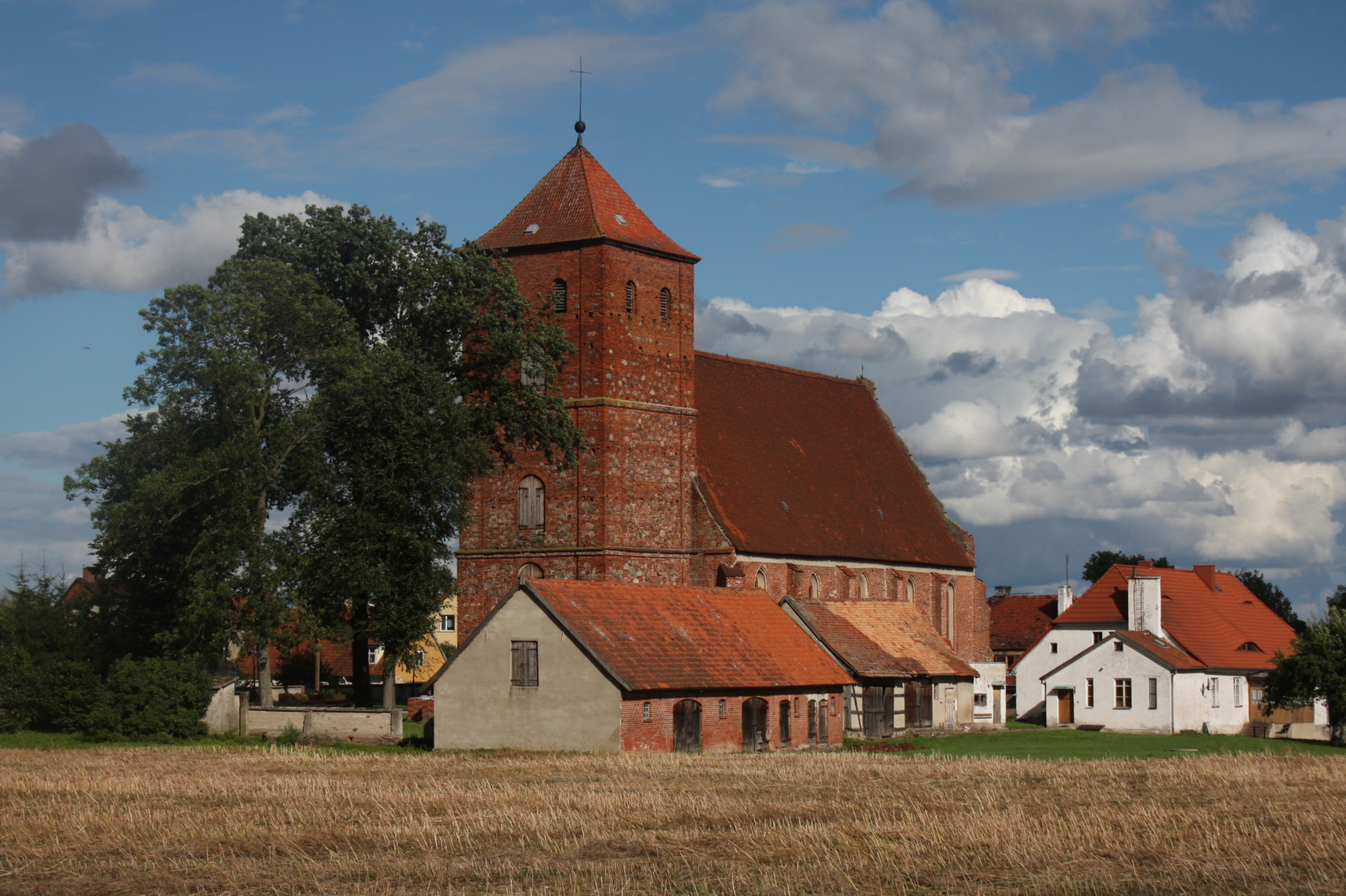
Dawny kościół ewangelicki w Barcianach

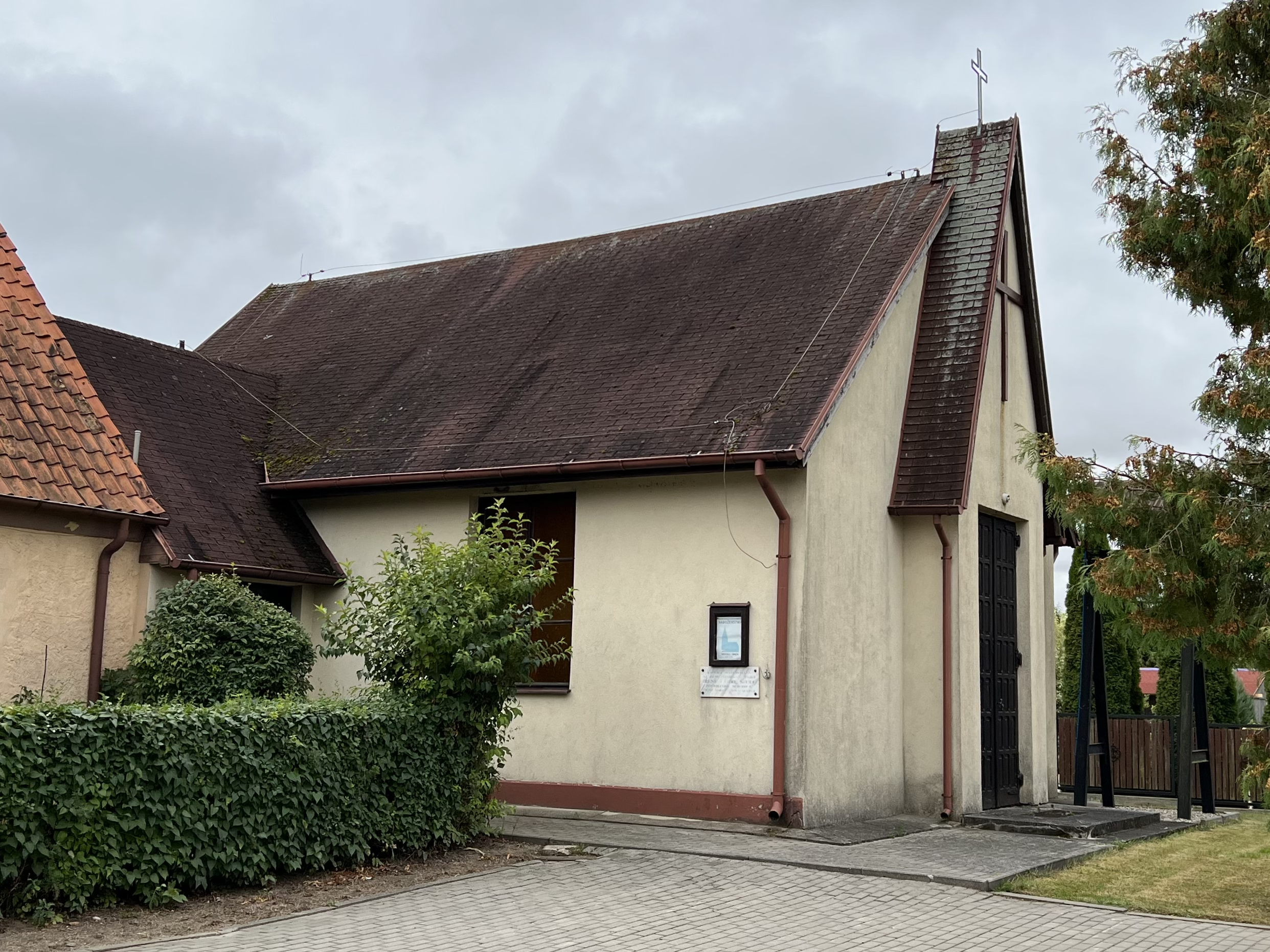
Kaplica ewangelicka w Barcianach

Pierwszym kościołem ewangelickim w Barcianach została w okresie Reformacji miejscowa świątynia wybudowana na przełomie XIV i XV wieku. Kolejny kościół luterański powstał tu na początku XVIII wieku i służył prowadzeniu nabożeństw dla polskojęzycznych mieszkańców miejscowości. Pod koniec XIX wieku wzniesiono dodatkowo kaplicę cmentarną.
W latach 20. XX wieku tutejsza parafia zrzeszała 3880 wiernych, a 1293 z nich zamieszkiwało Barciany.
W 1945 kościół został przejęty przez katolików. Ewangelicy zaczęli wówczas prowadzić nabożeństwa w domach prywatnych poza granicami miejscowości. Zbór został objęty opieką w 1947 przez proboszcza parafii w Giżycku, ks. Emil Dawid, a od lipca 1951 - jego następcę na tym stanowisku, ks. Rudolfa Mrowca. W tym czasie parafia w Barcianach liczyła 155 wiernych. W okresie od 15 czerwca 1952 do 31 marca 1978 administrację nad zborem prowadził ks. Paweł Bakałarz, proboszcz w Kętrzynie.
Dawna parafia została zdegradowana do stacji kaznodziejskiej. Pierwszym powojennym miejscem prowadzenia nabożeństw zostało w 1955 pomieszczenie w budynku dawnej ewangelickiej plebanii, nie będącej już własnością zboru, gdzie urządzono przeznaczoną do tego celu salkę, z której korzystano na zasadach umowy dzierżawy do 1991.
W latach 1978–1997 opiekę nad stacją kaznodziejską sprawował ks. Rudolf Bażanowski, a jego następcą został ks. Paweł Hause.
26 października 1991 otwarta została nowa kaplica ewangelicka w Barcianach, która została wybudowana na działce przekazanej zborowi przez Irenę i Lidię Szulc. W uroczystości wziął udział ks. bp. Jan Szarek, który dokonał poświęcenia obiektu.

#### Bartoszyce

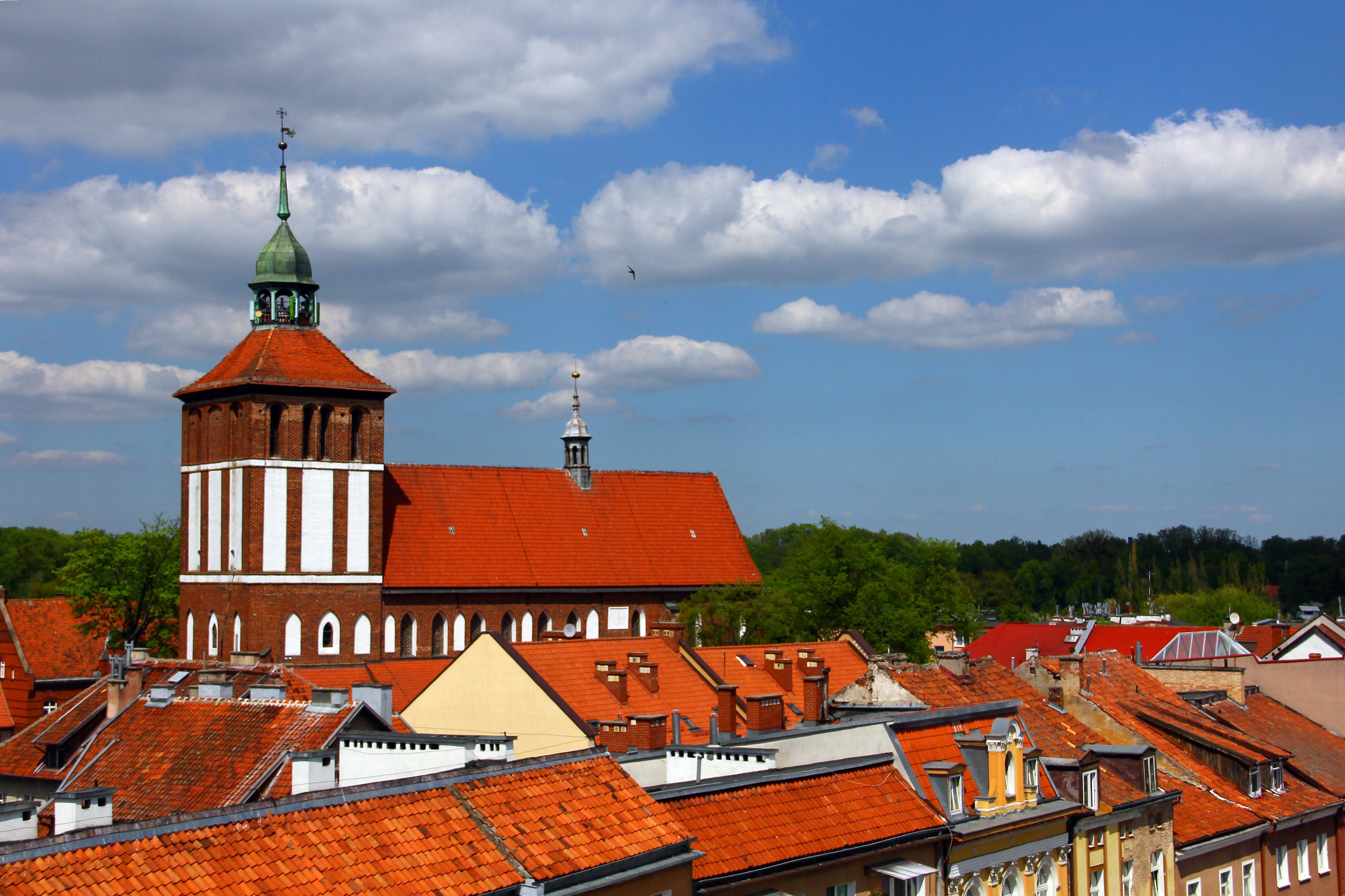
Były kościół ewangelicki św. Jana Ewangelisty w Bartoszycach

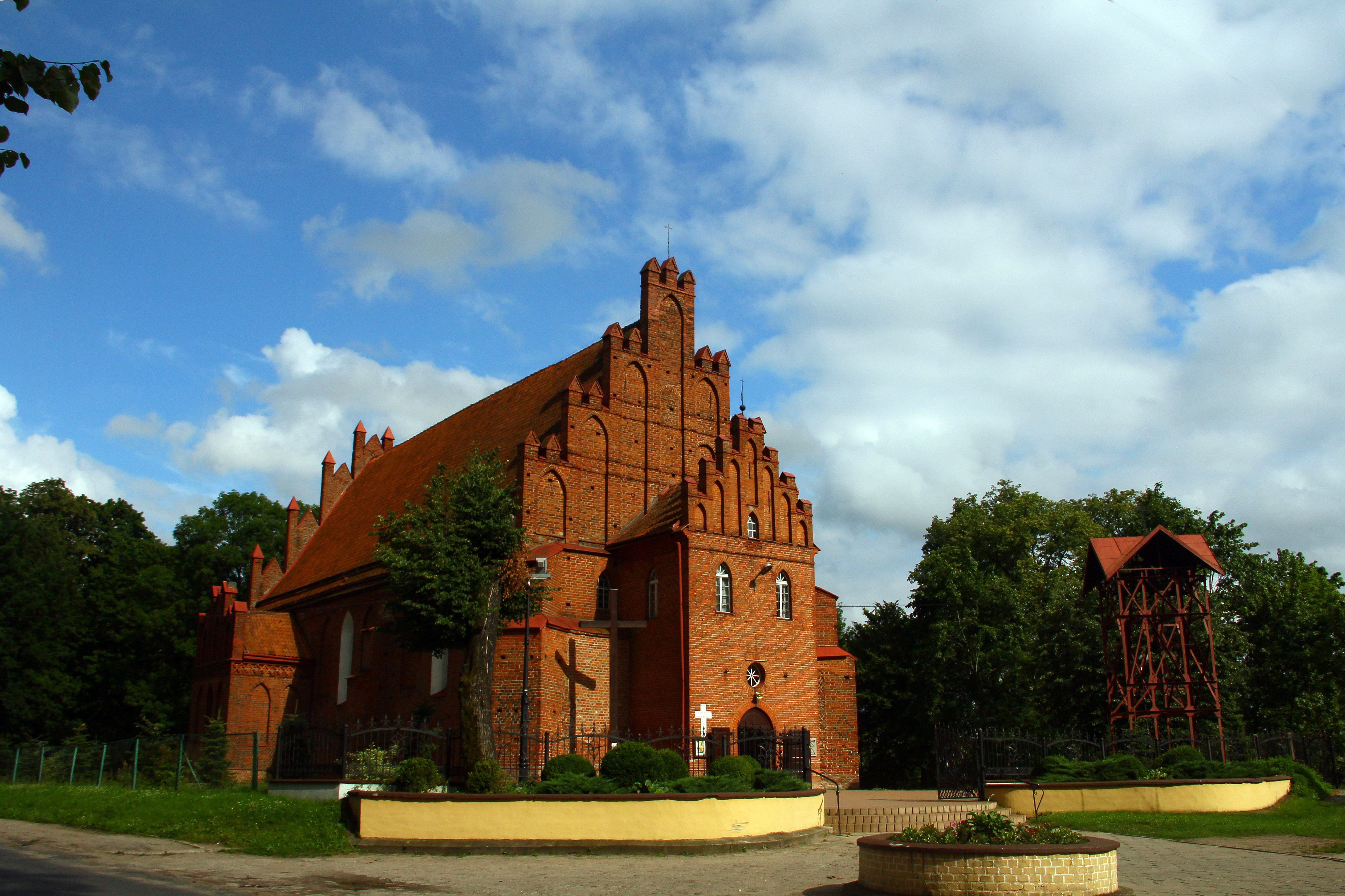
Dawny ewangelicki kościół Jana Chrzciciela w Bartoszycach

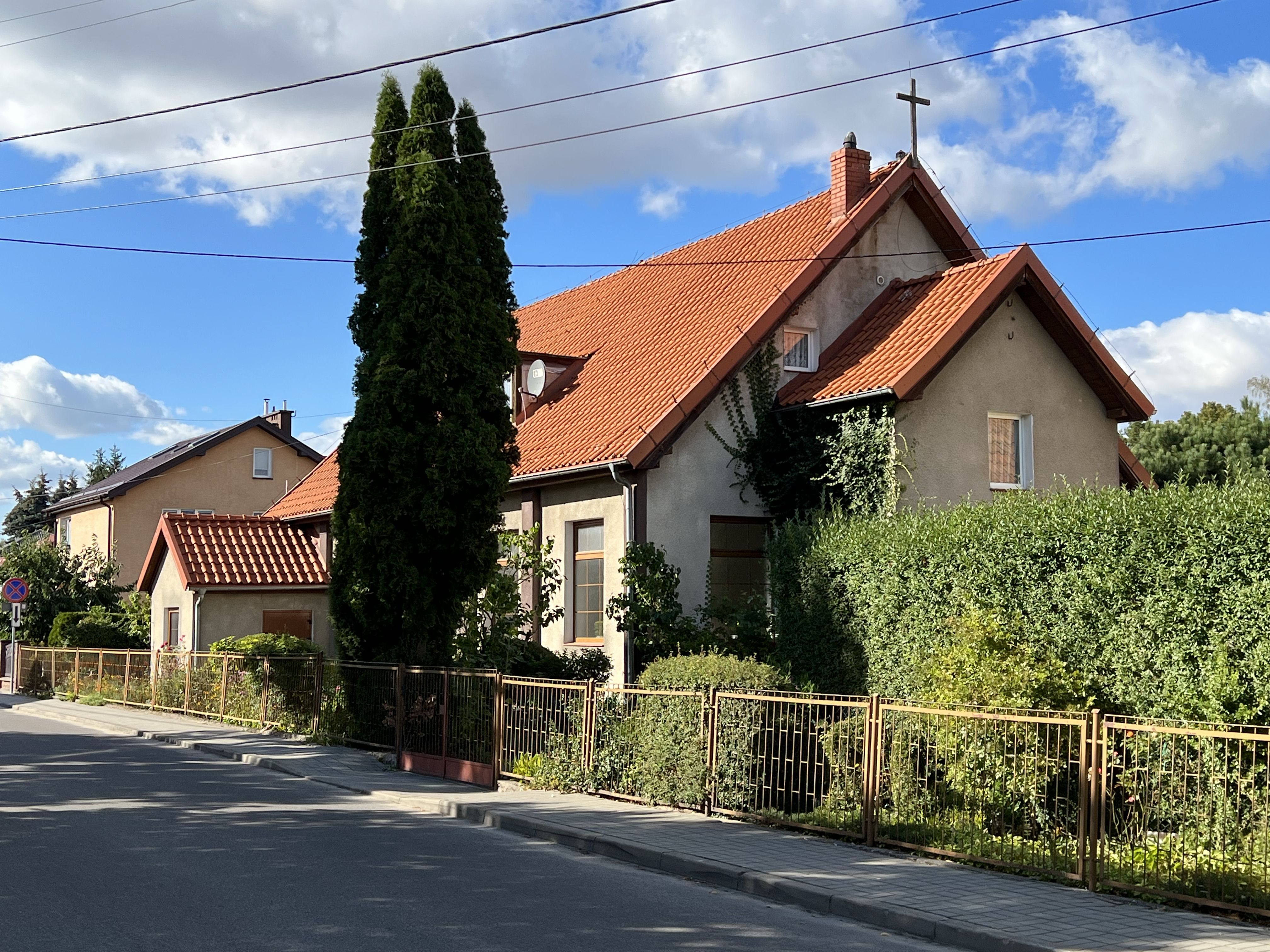
Kaplica ewangelicka w Bartoszycach

W Bartoszycach w wyniku Reformacji ewangelickimi stały się wszystkie miejskie kościoły - Kościół Jana Ewangelisty, Kościół Jana Chrzciciela, a także obecnie nieistniejące kościoły św. Ducha (szpitalny) i św. Katarzyny. Od XVI wieku miały tu miejsce również nabożeństwa w języku polskim, prowadzone przez polskich duchownych ewangelickich.
W XVIII wieku miasto stało się stolicą superintendentury, przekształconej później w okręg kościelny (diecezję). W 1720 okręg liczył 16 parafii z 19 duchownymi, a w 1789 podlegało mu 12 parafii i 15 duchownych.
Parafia działająca przy kościele św. Jana Ewangelisty skupiała w 1926 8500 wiernych, natomiast do parafii przy kościele św. Jana Chrzciciela należało 3500 członków.
Stanowisko superintendenta okręgu kościelnego z siedzibą w Bartoszycach od 1928 pełnił ks. Wilhelm Feist. Przed zakończeniem II wojny światowej okręg zrzeszał parafie na terenie miasta i w miejscowościach takich jak Allenau, Auglitten, Böttchersdorf, Deutsch Wilten, Domnau, Falkenau, Friedland in Ostpreußen, Gallingen, Georgenau, Groß Schwansfeld, Klein Schönau, Klingenberg, Schippenbeil, Schönbruch, Schönwalde i Stockheim.
Po II wojnie światowej wierni pozbawieni zostali dotychczasowych kościołów. Kościół Jana Chrzciciela został przejęty przez katolików, natomiast kościół św. Jana Ewangelisty uległ zniszczeniu. W 1947 opiekę nad zborem roztoczył giżycki proboszcz, ks. Emil Dawid, któremu w posłudze w Bartoszycach pomagał student teologii Karol Napierski. W listopadzie tego roku liczba wiernych w powiecie bartoszyckim wynosiła 373 osób, zaś w samym mieście mieszkało ich 158. Do 14 listopada 1948 nabożeństwa dla nich prowadzone były w kaplicy należącej do miejscowego zboru Kościoła Chrześcijan Baptystów w Bartoszycach, później odbywały się one w domu prywatnym należącym do rodziny Fröhlich.
W 1950 parafia zrzeszała około 1300 wiernych. Wtedy też, wobec braku odpowiedniego miejsca na nabożeństwa, zwrócono się do władz państwowych o przydzielenie parafii jej dawnego domu zborowego położonego przy ówczesnej ul. Zwycięzców 36, który w tym czasie został przekształcony na siedzibę związków zawodowych. Rok później liczba członków parafii wynosiła już jedynie 312 osób zweryfikowanych.
Od lutego 1954 do miasta sprowadził się dk. Manfred Buchholz, który objął zbór bartoszycki opieką duszpasterską. Jego następcą został w czerwcu 1957 ks. Rudolf Turoń, który od lipca 1958 przeprowadził się jednak do Biskupca, skąd dojeżdżał do Bartoszyc. Z powodu jego choroby, faktycznym administratorem parafii od marca 1958 był ks. Paweł Bakałarz z Kętrzyna, a ks. Turonia w prowadzeniu nabożeństw zastępowali inni duchowni.
W 1958 parafia otrzymała od władz potwierdzenie prawa do użytkowania dawnej kaplicy Społeczności Chrześcijańskiej przy obecnej ul. Witosa 12. Zbór liczył wówczas 200 osób.
Od 1959 do 15 maja 1962 parafia obsługiwana była przez ks. Ottona Wittenberga dojeżdżającego z Olsztyna, a następnie jego obowiązki przejął ks. Paweł Bakałarz z parafii w Kętrzynie. Od 1 stycznia 1968 parafia w Bartoszycach została przekształcona w stację kaznodziejską podległą kętrzyńskiej parafii, liczącą wówczas 70 wiernych. Dokonano wtedy szeregu prac remontowych w kaplicy i jej otoczeniu, a poddasze budynku przebudowano na mieszkanie dla kościelnego. Do lokalu tego w 1980 wprowadziła się rodzina Wróblewskich, która prowadzi opiekę nad obiektem.

#### Bezławki

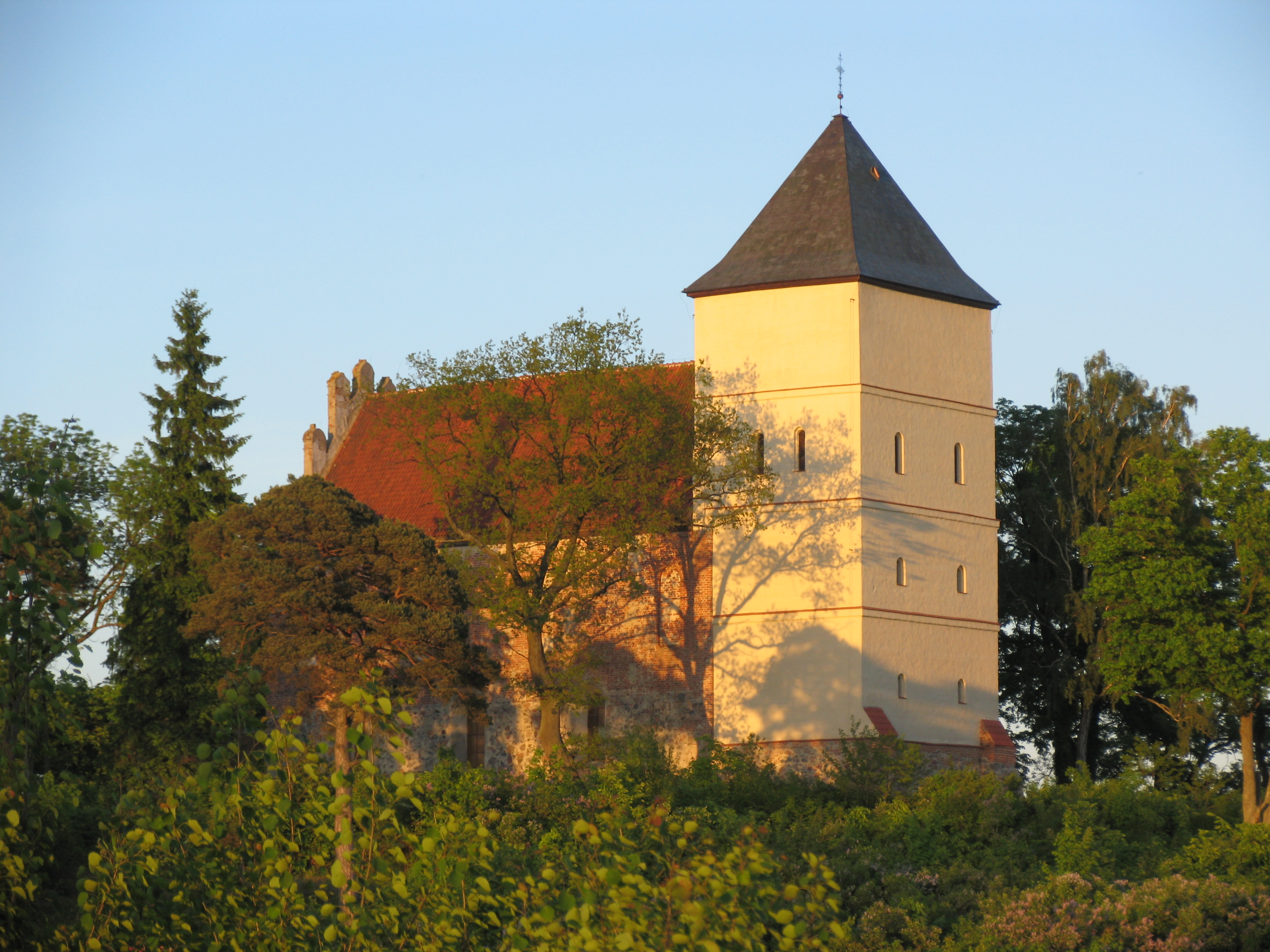
Dawny kościół ewangelicki w Bezławkach

W 1583 zamek w Bezławkach został przekształcony na kościół ewangelicki. Istniejąca tu parafia skupiała w latach 20. XX wieku około 2000 wiernych, zamieszkujących 25 miejscowości obejmowanych przez nią zasięgiem.
Po II wojnie światowej prowadzenie nabożeństw w miejscowym kościele zostało wstrzymane. Do ich wznowienia doszło w 1946, kiedy pierwsze powojenne nabożeństwo zostało tu poprowadzone przez ks. Jana Szczecha z parafii w Mrągowie. Po nim opiekę nad tutejszą społecznością ewangelicką objął ks. Emil Dawid z parafii w Giżycku, a od 1949 w pracy na terenie Bezławek wspierał go Karol Napierski.
Miejscowa plebania uległa spaleniu przed 1950. W 1951 budynek tutejszego kościoła próbował przejąć Kościół Metodystyczny, do czego jednak nie doszło.
21 października 1951 w kościele w Bezławkach miała miejsce uroczystość konfirmacji, którą na prośbę seniora diecezji mazurskiej poprowadził ks. Alfred Jagucki z parafii w Sorkwitach. Jeszcze w październiku 1951 decyzją Konsystorza proboszczem-administratorem parafii w Bezławkach został ks. Rudolf Mrowiec z parafii w Giżycku. W obsłudze duszpasterskiej tutejszego zboru asystował mu ks. Alfred Figaszewski, jak również Tadeusz Bogucki oraz Tadeusz Adamik, będący kandydatami teologii. W tym czasie parafia w Bezławkach liczyła 350 wiernych.
15 czerwca 1952 administracja nad zborem w Bezławkach została objęta przez parafię w Kętrzynie. Według stanu na październik 1952 w nabożeństwach odbywających się w kościele brało udział około 80 osób. Zgodnie z protokołem wyborczym z 1955 było tu zarejestrowanych 570 osób uprawnionych do głosowania. W 1956 ks. Paweł Bakałarz poprowadził w Bezławkach wraz z ks. Czesławem Gostomskim obchody Święta Misyjnego, podczas którego wystąpił zespół gitarowy pod kierownictwem pastorowej Bakałarzowej.
W kwietniu 1958 przez państwowe władze administracyjne miejscowemu zborowi został oficjalnie przekazany zarząd nad jego przedwojennym mieniem, na który składał się kościół, murowany budynek mieszkalny, budynek gospodarczy oraz cmentarz przykościelny.
W 1958 doszło do prac naprawczych dachu miejscowego kościoła. Potrzebę przeprowadzenia kolejnych zabiegów związanych z konserwacją dachu proboszcz Bakałarz wyrażał w piśmie z 1966, wskazując, że podczas burzy z wieży świątyni oderwało się wiele dachówek, co podczas upadku doprowadziło do uszkodzenia pokrycia obiektu, na skutek czego znajdujące się wewnątrz organy były zalewane ściekającą z dachu wodą. W kolejnym piśmie z 1971 skierowanym do Konsystorza zawarta została informacja, że kościół jest aktywnie użytkowany przez miejscowy zbór.
Z uwagi na zmniejszenie się tutejszej społeczności ewangelickiej, jej członkowie nie mogli sobie pozwolić na poniesienie kosztów związanych z niezbędnym remontem kościoła, a zwłaszcza jego dachu, z którego w dalszym ciągu podczas mocnych wiatrów odrywały się dachówki, w związku z czym w 1977 zakończone zostało prowadzenie w nim nabożeństw i od tego czasu kościół pozostawał zamknięty. W 1978 jego stan określany był jako bardzo zły. W wyniku niemożności sprawowania odpowiedniego nadzoru nad nieczynnym budynkiem, co spowodowane było niezamieszkiwaniem wiernych w jego bezpośrednim pobliżu, wielokrotnie następowały do niego włamania, podczas których był on celowo dewastowany. Ponadto władze gminy Reszel bez konsultacji z parafią pozyskiwały z przykościelnego cmentarza nagrobki wykonane z wartościowych materiałów, a następnie je zbywały. W efekcie postępującego niszczenia mienia zboru, członkowie parafii kętrzyńskiej zdecydowali o przeniesieniu uszkodzonych już wówczas organów do kościoła św. Jana, gdzie pozostają użytkowane do czasów współczesnych.
1 lipca 1981 stacja kaznodziejska w Bezławkach została zlikwidowana na mocy postanowienia Konsystorza. W sierpniu 1981 senior diecezji zwrócił się z zapytaniem do rzymskokatolickiej kurii biskupiej diecezji warmińskiej w sprawie wyrażenia chęci nabycia przez nią kościoła w Bezławkach. Ostatecznie został on przekazany na jej rzecz bezpłatnie w 1986, stając się kościołem filialnym należącym do parafii rzymskokatolickiej w Wilkowie.

#### Brzeźnica

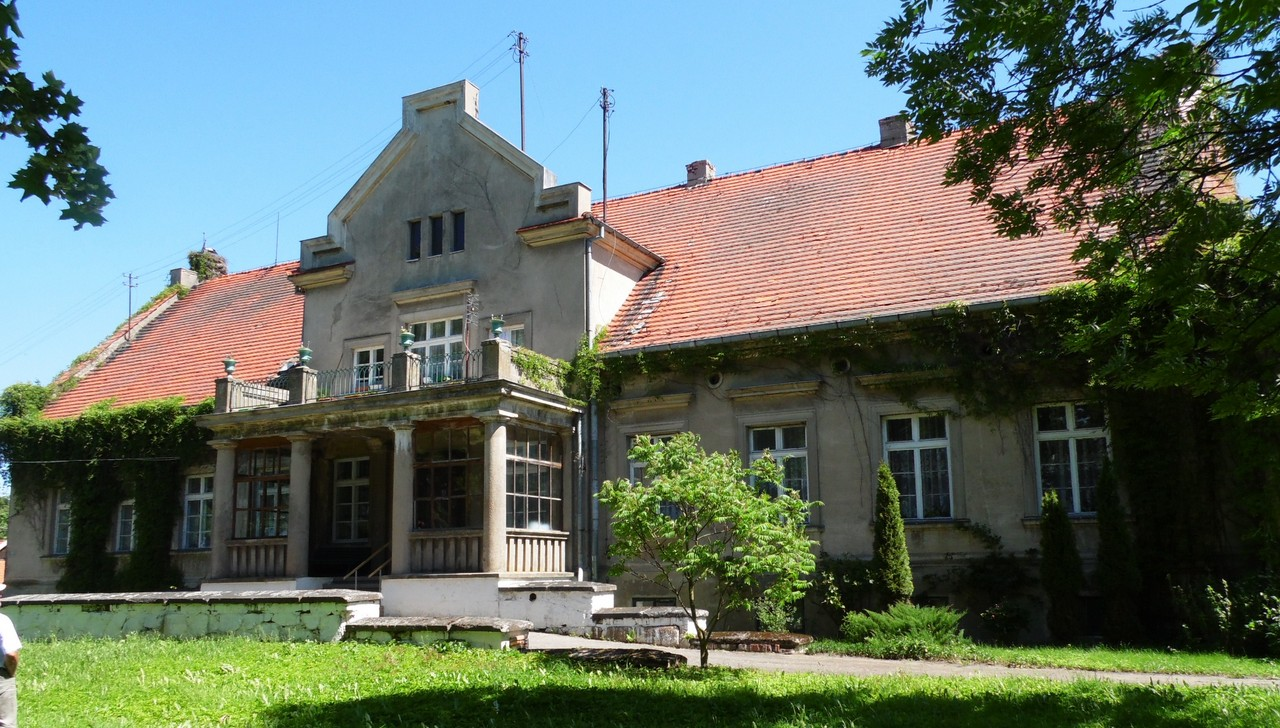
Dwór w Brzeźnicy mieszczący kaplicę

Wobec braku możliwości dojazdu na nabożeństwa prowadzone w kościele ewangelickim w Srokowie przez wiernych z Brzeźnicy, zwrócono się do proboszcza srokowskiej parafii rzymskokatolickiej o zgodę na współużytkowanie podległej mu kaplicy w Brzeźnicy, urządzonej w latach 90. XX wieku w budynku należącym do dawnego brzeźnickiego majątku dworskiego. Zgodę otrzymano, w związku z czym w 2003 oficjalnie został powołany tutaj filiał parafii ewangelickiej w Kętrzynie, do którego w 2018 należało 40 osób.

#### Nakomiady

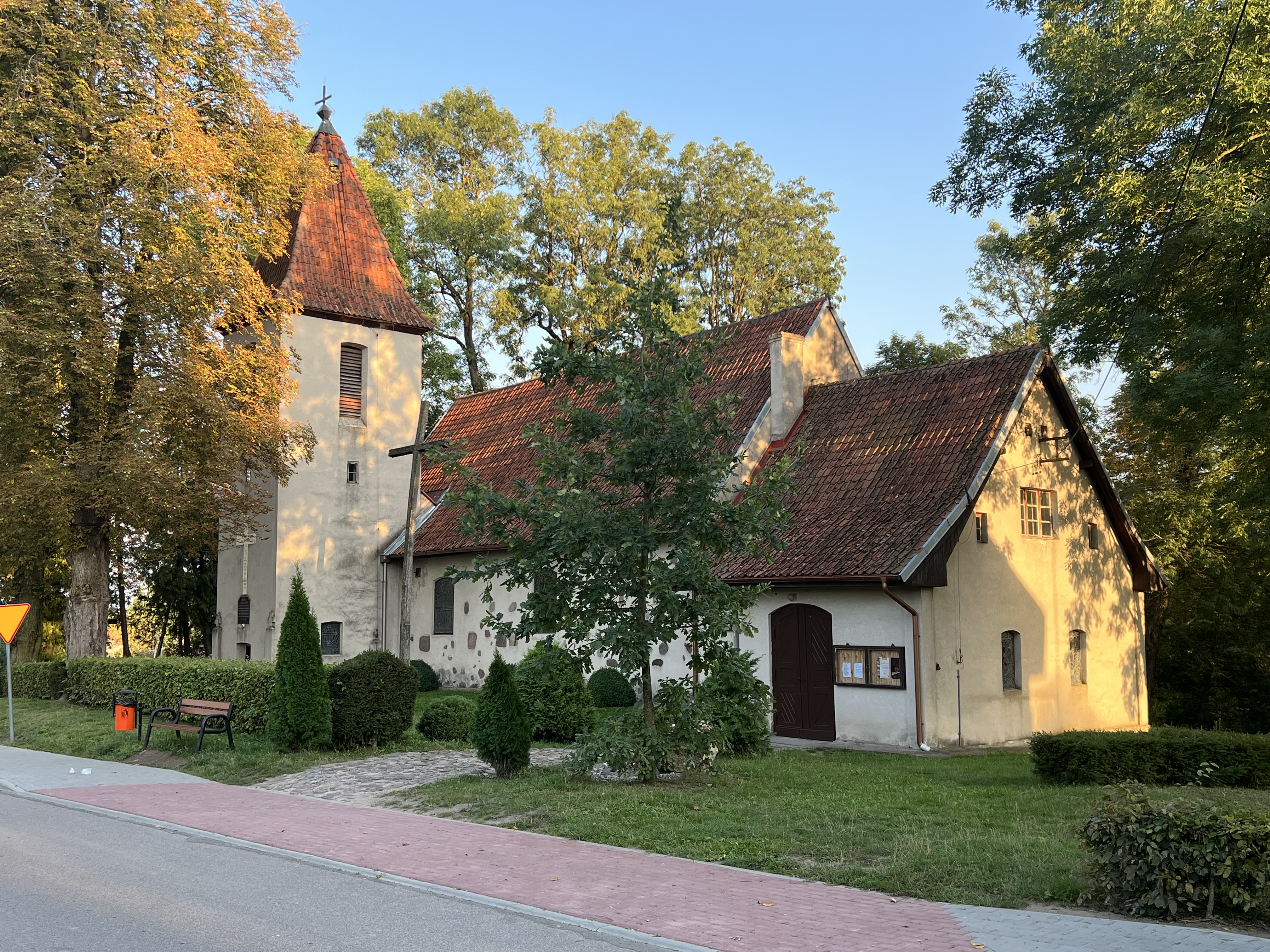
Dawny kościół ewangelicki w Nakomiadach

Pierwszy, drewniany kościół w Nakomiadach został wybudowany na przełomie XV i XVI wieku. Obsługiwany był on przez ewangelickiego kapelana krzyżackiego, który miał swoją siedzibę na zamku w Rynie. Samodzielna parafia ewangelicka została utworzona w Nakomiadach w 1556. 
W 1656 miejscowy kościół uległ zniszczeniu w wyniku najazdu tatarskiego, a następnie został odbudowany jako obiekt wykonany z cegły oraz kamienia polnego.
W latach 20. XX wieku miejscowa parafia skupiała 2100 wiernych. Poza kościołem dysponowała ona wówczas także domem modlitwy, działała tu również stacja diakonijna.
Po 1945 parafia w Nakomiadach została otoczona opieką duszpasterską przez ks. Jana Szczecha z parafii w Mrągowie. W 1951 liczyła 1070 wiernych. W tym czasie remontu wymagały dwie ściany kościoła. Budynek plebanii pozostawał zniszczony w 30%, natomiast budynek mieszkalny – w 50%. Parafia dysponowała ponadto 60,6568 ha gruntów.
Od listopada 1952 stanowisko proboszcza-administratora w Nakomiadach objął ks. dk. Maksymilian Cybulla z parafii w Rynie, sprawując je do końca maja 1957. Po nim funkcję tę objął ks. Władysław Pilch z parafii w Mikołajkach, co trwało do 14 kwietnia 1959. Jego następcą na stanowisku administratora parafii w Nakomiadach został następnie ks. Paweł Kubiczek z parafii ryńskiej.
W 1960 do parafii w Nakomiadach należało 444 wiernych, z których 339 osób było uprawnionych do głosowania.
Od 1963 Nakomiady zaczęły być obsługiwane przez dojeżdżającego tu ks. Pawła Bakałarza z Kętrzyna. W chwili tej miejscowa parafia liczyła 254 wiernych. 
Według stanu na 1975 zbór w Nakomiadach z 53 członkami stanowił już stację kaznodziejską podległa kętrzyńskiej parafIi. Zgodnie z pismem ks. Bakałarza z kwietnia 1975 skierowanym do Konsystorza kościół pozostawał znacznie uszkodzony. Jedna z jego ścian posiadała pęknięcie, dach pozostawał nieszczelny, a ramy okienne – zbutwiałe. Wnętrze kościoła było zdewastowane na skutek włamań, w wyniku czego znacznie uszkodzony został ołtarz, chrzcielnica i inne elementy wyposażenia. Wyłamane i wyniesione zostało wówczas również kilkanaście piszczałek z organ. Główna bryła kościoła z powodu tego stanu nie była możliwa do wykorzystywania, w związku z czym w przyległej do obiektu przybudówce został dokonany remont i urządzono tam kaplicę na 50 miejsc, gdzie dwa razy w miesiącu odbywały się nabożeństwa, a raz w tygodniu organizowano tu lekcje religii i zajęcia dla przygotowujących się do konfirmacji. Ksiądz Bakałarz informował również Konsystorz, że rzymskokatolicka parafia św. Jerzego w Kętrzynie wystąpiła do parafii ewangelickiej z inicjatywą przeprowadzenia remontu w kościele w Nakomiadach, po którym chciała uzyskać prawo do sprawowania w nim nabożeństw katolickich w ramach dzierżawy obiektu od ewangelików. Propozycja została przyjęta pozytywnie przez stronę ewangelicką, jednak koncepcja ta nie doszła do skutku w wyniku opinii władz państwowych, które przekonały parafię ewangelicką do porzucenia negocjacji z katolikami. W swojej ocenie odnośnie tej sytuacji senior diecezji ks. Paweł Kubiczek wobec sprzeciwu aparatu państwowego w sprawie planu przeprowadzenia remontu przez katolików również nie udzielił poparcia tej koncepcji, wskazując jednocześnie, że kościół w dalszej perspektywie zagrożony jest zawaleniem, lecz kaplica w dobudówce w całości spełnia potrzeby miejscowego zboru.
W 1977 Wojewoda Olsztyński wyraził pozwolenie na sprzedaż kościoła katolickiej diecezji warmińskiej, do czego doszło 26 czerwca 1978. Od tego czasu miejscowi ewangelicy rozpoczęli dojeżdżać do kościoła ewangelickiego w Kętrzynie, a na początku lat 2000. zyskali oni również możliwość uczestniczenia w nabożeństwach prowadzonych w uruchomionej wówczas kaplicy ewangelickiej należącej do parafii w Rynie, zlokalizowanej w położonej nieopodal Nakomiad miejscowości Koczarki.

#### Reszel

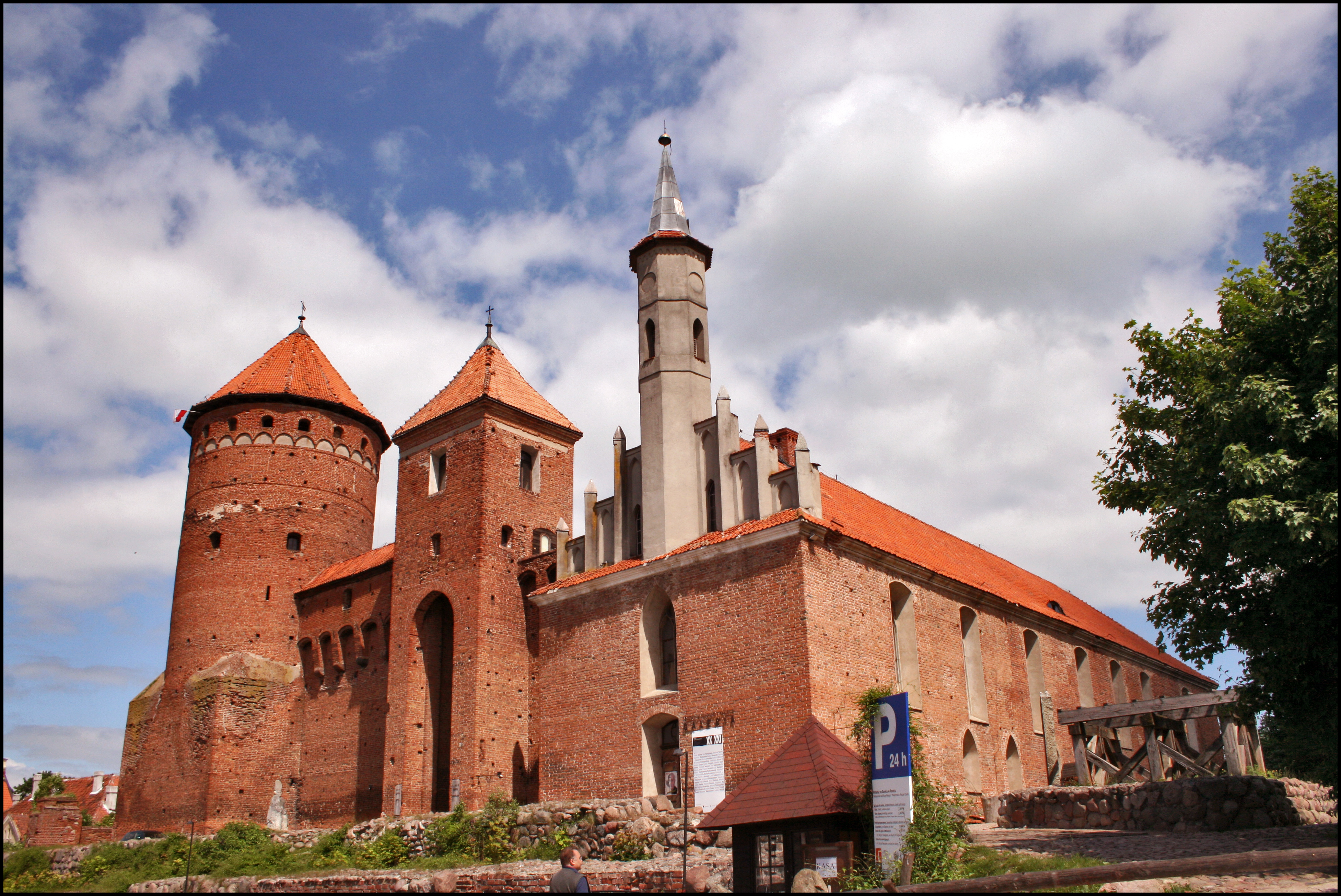
Dawny kościół ewangelicki w Reszlu, obecnie galeria sztuki

Prowadzenie ewangelickich nabożeństw na zamku w Reszlu rozpoczęto w 1807. W 1821 utworzona tu została parafia ewangelicka, której świątynią stał się kościół wzniesiony w wyniku przebudowy skrzydła południowego zamku, poświęcony 18 października 1823. Parafii podlegała filialna kaplica w Sątopach-Samulewie, działała również stacja diakonijna. Do majątku zboru należała też sala parafialna oraz kaplica położona na ewangelickim cmentarzu. Pełniący tu stanowisko proboszcza w latach 1854-1868 ks. Anton Ludwig Lehmann sprawował również funkcję superintendenta diecezji warmińskiej w okresie 1860-1867. W 1865 do parafii należało 2326 osób.
Parafia w latach 20. XX wieku obejmowała oprócz samego Reszla również 36 pobliskich miejscowości i skupiała 1160 wiernych.
W pierwszych latach po II wojnie światowej miejscowy kościół dalej pozostawał własnością ewangelików, a ich zarząd nad świątynią został urzędowo potwierdzony 22 grudnia 1947. Wcześniej jednak dzwony z wieży zostały zabrane do miejscowego kościoła katolickiego. Ewangeliccy wierni nie posiadali duszpasterza, w związku z czym w lutym 1949 jedna z wiernych wystosowała prośbę do ks. Jana Szczecha z parafii w Mrągowie o prowadzenie nabożeństw w Reszlu. Wiernymi opiekował się następnie ks. Emil Dawid, a później ks. Rudolf Mrowiec z parafii w Giżycku. Nabożeństwa odbywały się w mieszkaniu prywatnym. 
W 1950 decyzją Prezydium Wojewódzkiej Rady Narodowej w Olsztynie wierni z Reszla zostali zmuszeni do oddania parafii rzymskokatolickiej w Biskupcu ołtarza, kazalnicy, chrzcielnicy i trzech obrazów z kościoła ewangelickiego, natomiast żyrandol zabrano do Domu Ludowego.
Od 1952 zarząd nad zborem przeszedł do parafii w Biskupcu, gdzie stanowisko proboszcza-administratora pełnił ks. Jerzy Otello.
Pierwsze powojenne nabożeństwo w reszelskim kościele miało jednak miejsce dopiero 18 października 1953. Poprowadził je ks. Jerzy Otello oraz ks. Edward Busse, zgromadziło ono około 100 wiernych. Organizację uroczystych obchodów wznowienia pełnej działalności parafii, z uwagi na przeprowadzenie niezbędnych remontów oraz konieczność odzyskania wyposażenia kościoła, planowano dopiero wczesną wiosną następnego roku, gdyż w tym czasie w kościele znajdowały się jedynie resztki ławek.
Jeszcze w 1953 z Prezydium Powiatowej Rady Narodowej w Biskupcu Reszelskim zostało do ks. Otello wystosowane polecenie przeniesienia nabożeństw prowadzonych w tym czasie w prywatnym lokalu przy ul. Mazurskiej 26. Nie istniała jednak możliwość sprawowania ich w kościele, gdyż od czasu próby rozpoczęcia w nim działalności kultowej, Wydział Kultury przy Prezydium Wojewódzkiej Rady Narodowej w porozumieniu z Wydziałem do Spraw Wyznań zabronił organizowania nabożeństw w świątyni.
W grudniu 1953 miejscowi wierni usiłowali doprowadzić do zwrotu zagarniętych elementów wyposażenia kościoła, których jednak nie odzyskali, natomiast za mienie to zostało wypłacone parafii odszkodowanie.
Opiekunką majątku zboru, które stanowił wówczas kościół, cmentarz i znajdująca się na nim kaplica, pozostawała Jadwiga Ney, w której mieszkaniu odbywały się również nabożeństwa. Kilkukrotnie nie była wpuszczana na teren kościoła, stanowiącego dalej własność parafii, przez administratorkę przyległego zamku. Pani Ney zwracała uwagę, że posługi muszą być przeniesione do kościoła, gdyż jej mieszkanie nie mieści wszystkich chcących w nich brać udział wiernych. Nieużywany kościół bywał również wielokrotnie niszczony, a także miały miejsce włamania do niego.
Administracja nad Reszlem została 1 sierpnia 1957 przekazana ks. Pawłowi Bakałarzowi z parafii w Kętrzynie, natomiast od czerwca 1958 powróciła ona do Biskupca.
W 1960 zbór został zmuszony przez władze do zamiany własności kościoła na prawo do użytkowania na cele religijne lokalu przy ul. Mickiewicza 2. Organy państwowe zobowiązały się do uprzedniego remontu kaplicy, jednak nie wywiązały się z tego. Dawny kościół został przekształcony na galerię sztuki. Remont kaplicy został wykonany dopiero w 1963 wyłącznie z funduszy kościelnych. Reszel jako stacja kaznodziejska parafii w Biskupcu liczył wówczas 50 wiernych.
Od 1969 administracja nad zborem została objęta krótkotrwale przez parafię w Sorkwitach, a od 1 kwietnia 1970 przeszła do parafii w Kętrzynie. Kiedy w 1971 roku niektóre z nieruchomości używanych przez ewangelików były przyznawane na wyłączną własność Kościoła Ewangelicko-Augsburskiego w PRL, kaplica w Reszlu nie została objęta tą akcją i w dalszym ciągu była wynajmowana. Poza nią nie posiadano tu do użytku żadnego innego pomieszczenia czy pokoju. Według informacji wysłanej przez duszpasterza miejscowych wiernych, ks. Pawła Bakałarza z Kętrzyna do Wydziału do Spraw Wyznań w Olsztynie w 1974, stan techniczny kaplicy był tragiczny, a na skutek wad konstrukcyjnych budynku i osuwania się jej fundamentów przeprowadzane remonty nie przynosiły rezultatów. Na ścianach pojawił się również grzyb. 
W latach 90. XX wieku nowe władze miejskie, świadome fatalnego stanu budynku mieszczącego kaplicę, wyszły z propozycją przekazania obiektu na rzecz kościoła ewangelickiego, co miało się jednak odbyć pod warunkiem naprawy przez niego fundamentu. Kętrzyńska parafia, wobec braku możliwości przeprowadzenia prac, nie przejęła budynku, w związku z czym zbór zmuszono do przeniesienia miejsca prowadzenia nabożeństw. W ciągu kilku kolejnych lat prowadzone one były w cerkwi greckokatolickiej, dzięki uprzejmości tamtejszej parafii. Filiał został zamknięty w 2003.

#### Srokowo

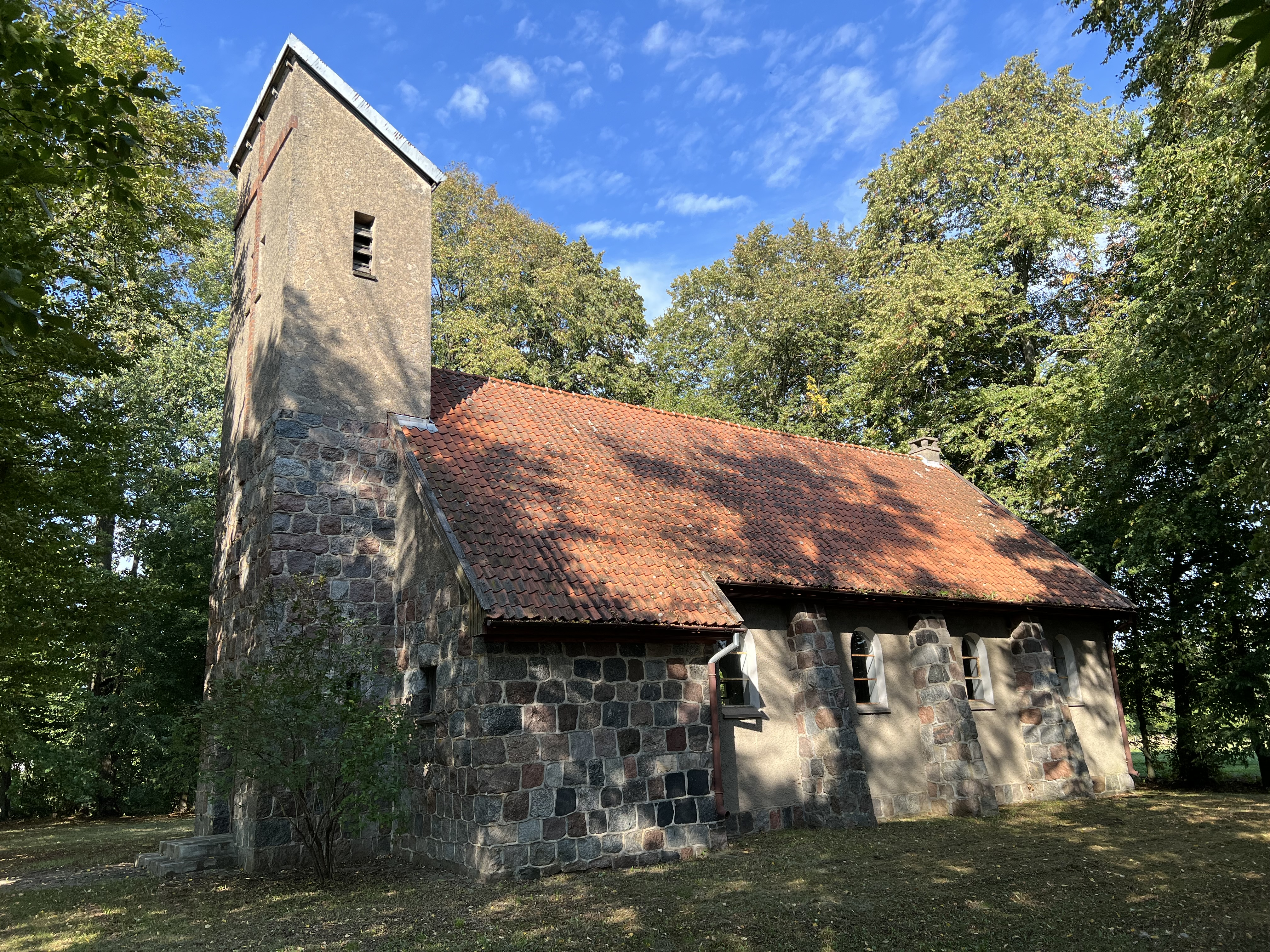
Kościół ewangelicko-augsburski w Srokowie

Kościół farny w Srokowie został wybudowany w 1409, a następnie stał się świątynią powstałej tu po Reformacji parafii ewangelickiej. W jego sąsiedztwie wzniesiono również w 1450 kościół dla wiernych posługujących się językiem polskim, który rozebrano w 1725.
W założonym tu w 1877 przez hrabinę Annę Lehndorff sierocińcu opiekę nad przebywającymi w nim dziećmi sprawowały ewangelickie diakonise.
Dotychczasowy kościół luterański został w 1945 przejęty przez parafię rzymskokatolicką, która posiadała już na terenie miejscowości jeden kościół, wybudowany w 1937. Wobec tego ewangelicy zaczęli prowadzić nabożeństwa w niewielkiej kaplicy położonej na cmentarzu, a następnie odbywały się one w prywatnym mieszkaniu.
W 1951 opiekę duszpasterską nad miejscową ludnością luterańską roztoczył ks. Emil Dawid z parafii w Giżycku, a po nim kolejni duszpasterze tamtejszego zboru. W 1952 parafia w Srokowie liczyła 130 wiernych. Przy cieplejszej pogodzie nabożeństwa prowadzono w kaplicy cmentarnej, a w zimnych miesiącach miały one miejsce w kuchni mieszkania jednego z parafian, Placa. Członkowie zboru taką sytuację uważali za urągającą, wobec czego nie odprowadzali składek kościelnych. Dawny kościół ewangelicki pozostawał zajęty przez parafię katolicką, której poprzednia świątynia stała niewykorzystywana i opuszczona, padając ofiarą szabrowników. Wobec tego, 13 grudnia 1953 kościół katolicki przy ul. Łąkowej został przekazany ewangelikom przez rzymskokatolickiego ks. Aleksandra Kulczyńskiego wraz z wyposażeniem.
Liczba członków srokowskiego zboru wynosiła w 1958 67 osób, w 1962 – 69, a w 1987 było to 70 wiernych.

## Współczesność
Nabożeństwa w kościele św. Jana w Kętrzynie odbywają się w każdą niedzielę i święta. Ponadto nabożeństwa prowadzone są w filiałach:
- Barciany – kaplica przy ul. Mazurskiej 4, nabożeństwa w każdą pierwszą i trzecią niedzielę miesiąca[20]
- Bartoszyce – kaplica przy ul. Witosa 12, nabożeństwa w każdą drugą i czwartą niedzielę miesiąca[21]
- Brzeźnica – kaplica ekumeniczna, nabożeństwa w każdą pierwszą i trzecią niedzielę miesiąca[22]
- Srokowo – kościół ewangelicki przy ul. Łąkowej 5 w każdą pierwszą i trzecią niedzielę miesiąca[23]

W Kętrzynie raz w tygodniu mają miejsce również godziny biblijne i spotkania młodzieżowe.